# Kinosita Ajumi
Kinosita Ajumi (japánul: 木下あゆ美; Csita, 1982. december 13. –) japán színésznő, szeijú és glamour modell. 2016-ban a Stardust Promotionnal volt kapcsolatban, majd a Wave Managementhez váltott. Vércsoportja AB.